# Paratus
Genre
Paratus est un genre d'araignées aranéomorphes de la famille des Liocranidae.

## Distribution
Les espèces de ce genre se rencontrent en Asie de l'Est, en Asie du Sud et en Thaïlande.

## Liste des espèces
Selon World Spider Catalog (version 24, 24/07/2023) :
- Paratus bagmati Li & Yao, 2023
- Paratus halabala Zapata & Ramírez, 2010
- Paratus hamatus Mu & Zhang, 2018
- Paratus indicus Marusik, Zheng & Li, 2008
- Paratus kamurai (Ono & Ogata, 2018)
- Paratus kentingensis Mu & Zhang, 2018
- Paratus ledong Li & Yao, 2023
- Paratus longlingensis Zhao & Peng, 2013
- Paratus meiyingae Lin & Li, 2022
- Paratus nanling Lin & Li, 2022
- Paratus perus Sankaran, Malamel, Joseph & Sebastian, 2017
- Paratus reticulatus Simon, 1898
- Paratus sinensis Marusik, Zheng & Li, 2008

## Systématique et taxinomie
Ce genre a été décrit par Simon en 1898 dans les Clubionidae. Il est placé dans les Liocranidae par Lehtinen en 1967.

## Publication originale
- Simon, 1898 : Histoire naturelle des araignées. Paris, vol. 2, p. 193-380 (texte intégral).